# Haghpat
Haghpat (in armeno Հաղպատ?) è un villaggio della provincia di Lori, nell'Armenia settentrionale, situato in prossimità della città di Alaverdi e del confine con la Georgia. È notevole per il complesso di monasteri del X secolo ed è incluso nella lista dei Patrimoni dell’umanità dell'UNESCO insieme al monastero di Sanahin.
Il complesso di monasteri appartiene alla Chiesa apostolica armena, e per tutto il sito vi sono numerosi khachkar (pietre con elaborate incisioni rappresentanti una croce) e sepolture di vescovi. Il complesso stesso rappresenta uno straordinario e magnifico esempio di architettura armena medievale. Dal 1759 al 1795, il poeta lirico Sayat-Nova ha vissuto nelle mura di Haghpat.
Il villaggio si trova su un altopiano dissestato, una grande area piatta disseminata di profonde “crepe” formate da fiumi, come per esempio il fiume Debed. Benché i villaggi di Sanahin e Akner, come una parte della stessa Alaverdi, si trovino in piena vista su sezioni confinanti dell'altopiano, per andare verso di essi dal complesso di monasteri è necessaria una ripida discesa seguita da una ripida salita.

## Storia
Il monastero fu fondato nel 976, per volere della regina Khosrovanush, moglie del re Ashot III, che fece costruire una chiesa intitolata alla Santa Croce (Sourb Nshan). La costruzione fu completata nel 991 dai due figli, il re Smbat II e il principe Gurgen. Il progetto fu supervisionato dall'architetto armeno Trdat.
Probabilmente la chiesa fu costruita dove in passato sorgeva un tempio pagano. Gli scavi archeologici nel territorio hanno portato alla luce tracce della presenza dell'uomo nell'età del bronzo e in era paleolitica.

## Galleria d'immagini

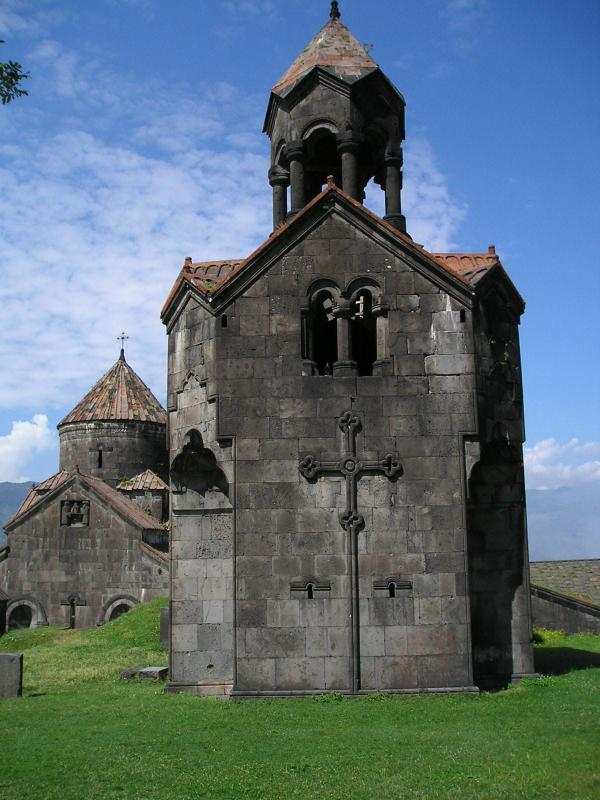
Il campanile visto da est
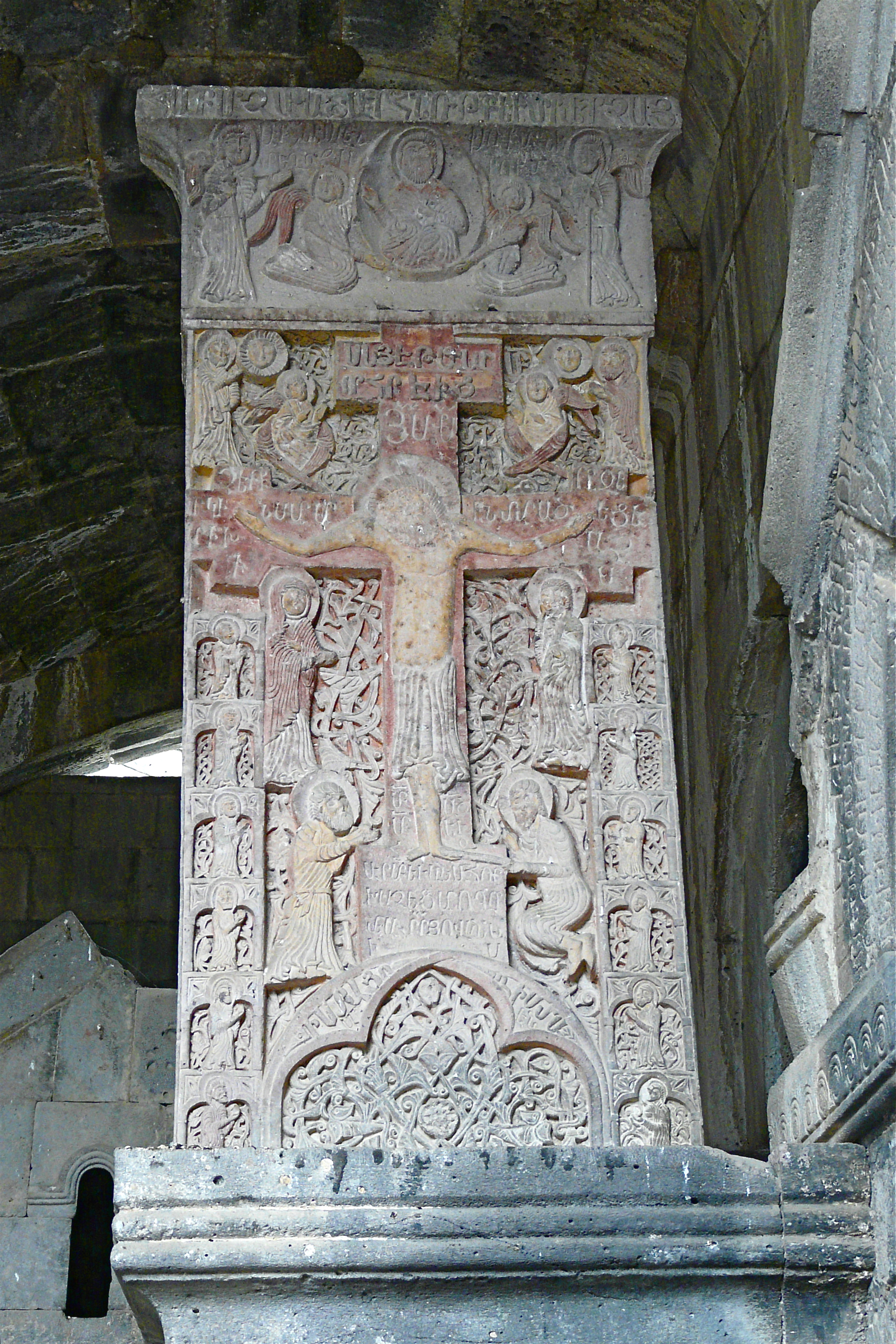
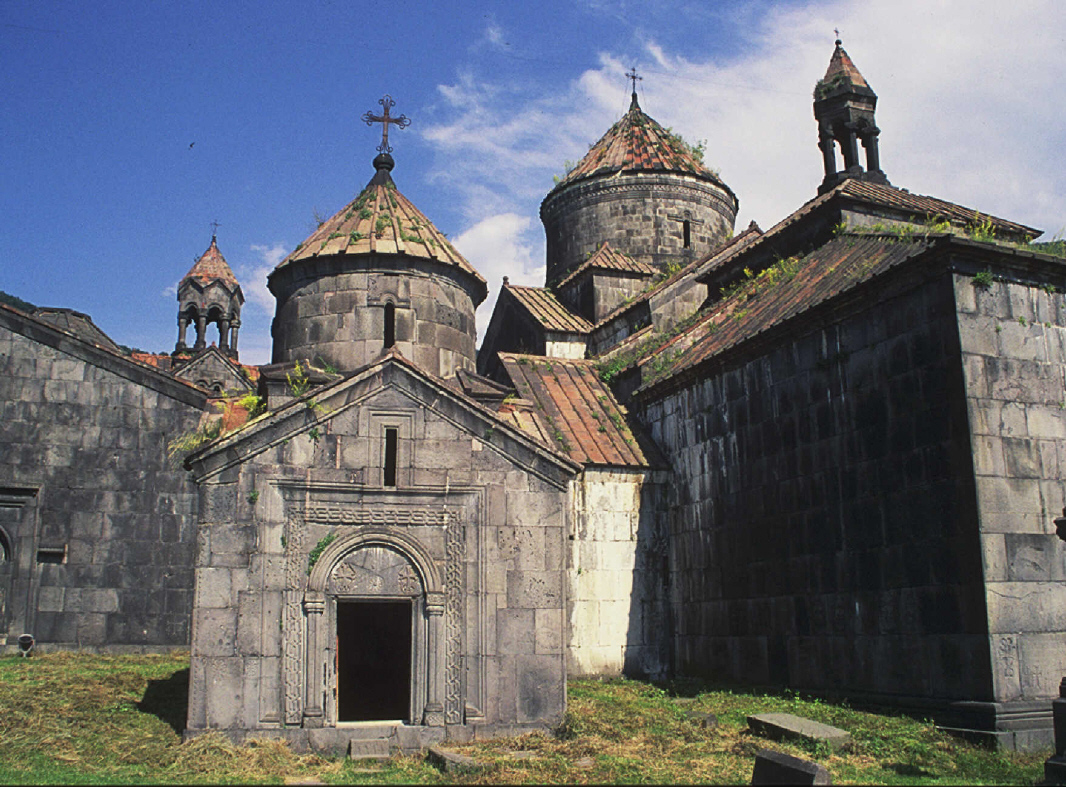
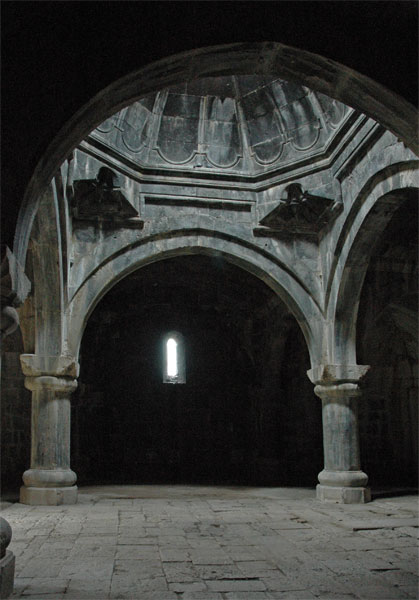
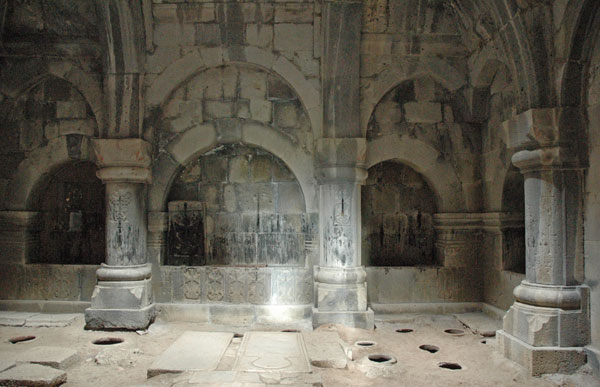
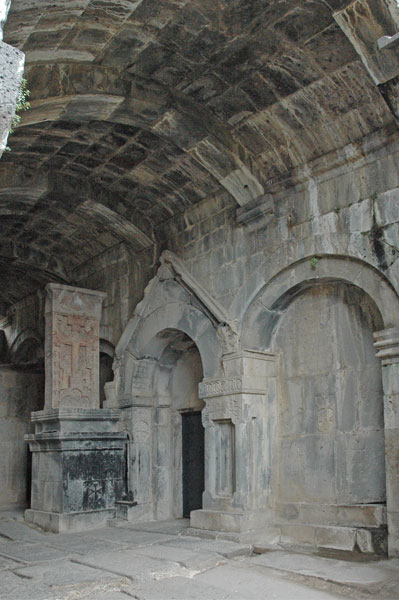
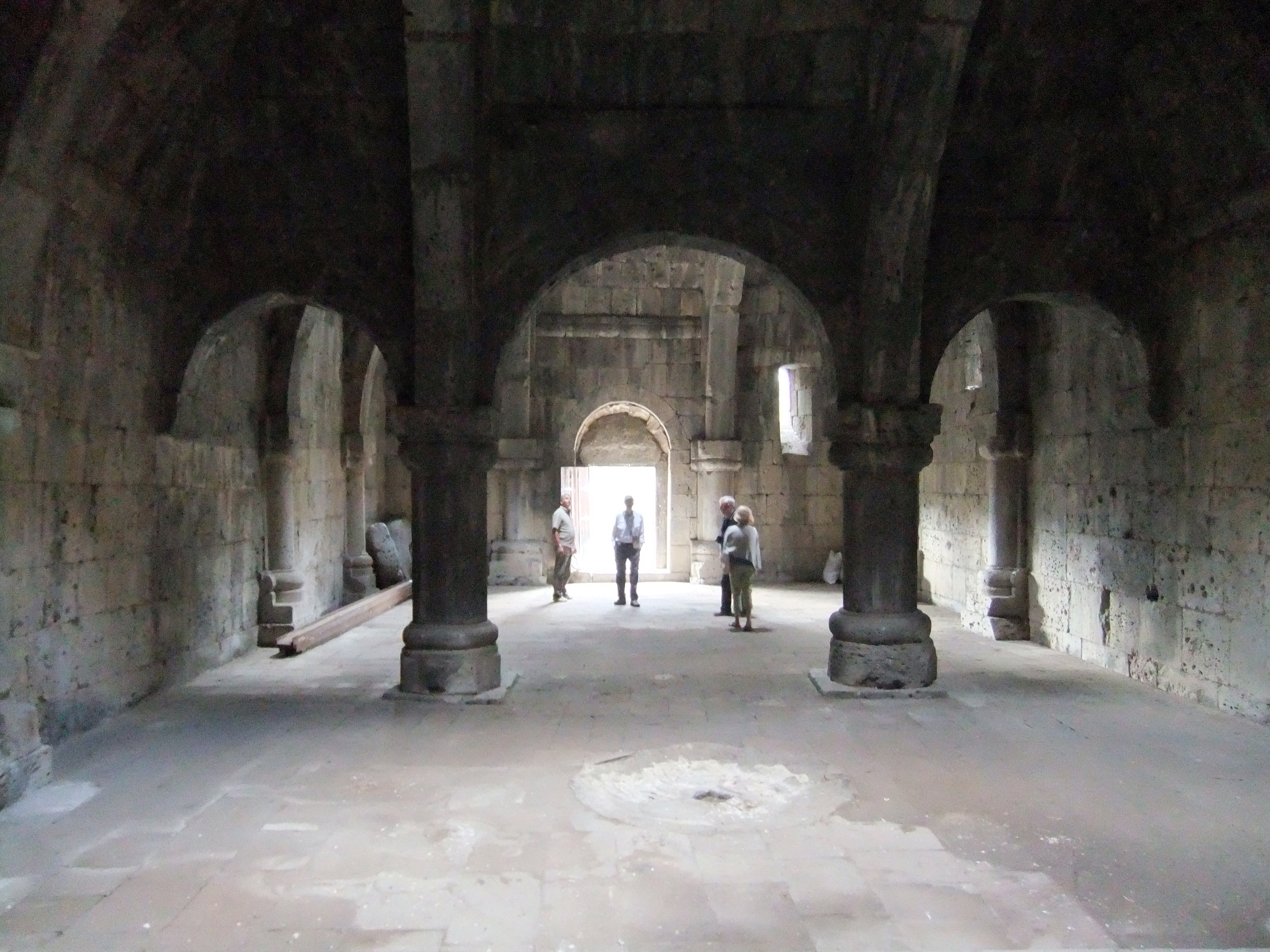
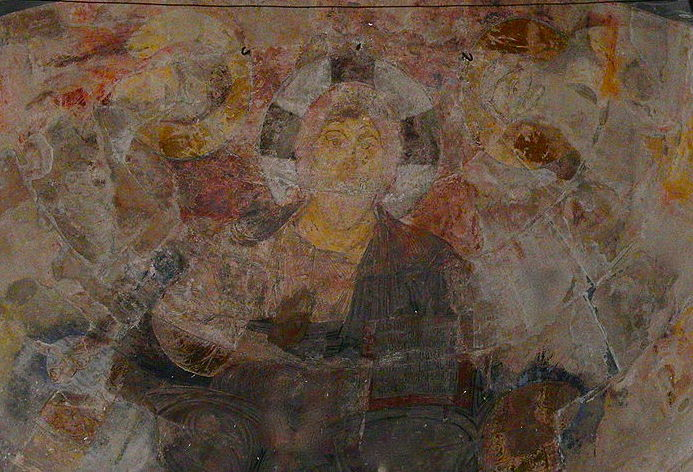